# Quý tiện kết hôn

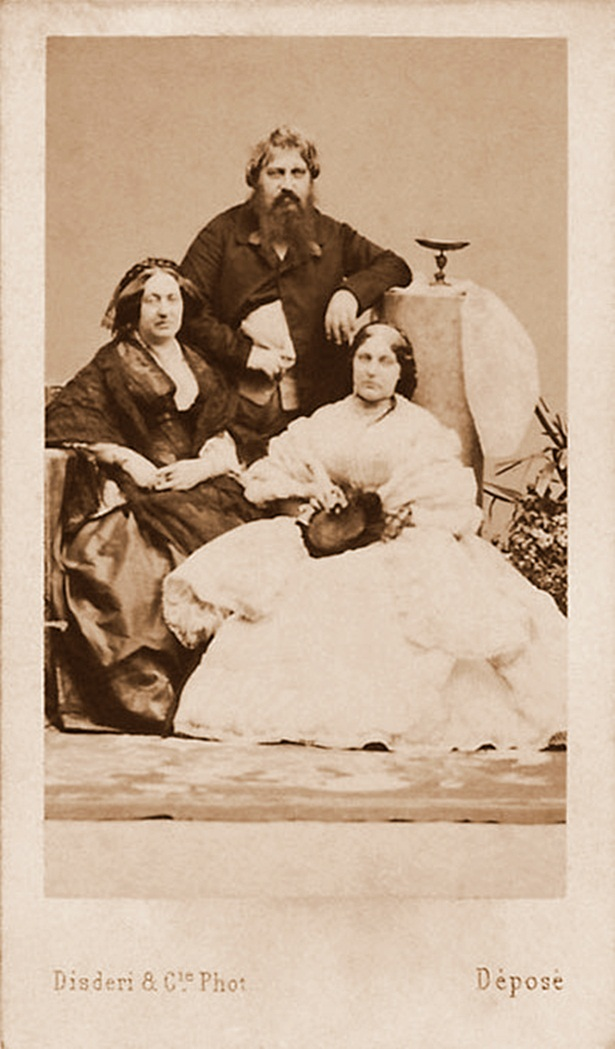
Carlo Ferdinando của Hai Siclie, Thân vương xứ Capua (trên cùng), cùng với người vợ quý tiện kết hôn của mình Anh-Ailen Penelope Smyth (trái), và con gái của họ, Vittoria (phải).

Quý tiện kết hôn, Hôn nhân không đăng đối (tiếng La Tinh: Matrimonium morganaticum; tiếng Đức: Morganatische Ehe hay Trauung zur linken Hand; tiếng Anh: Morganatic marriage hay Left-handed marriage) hay Hôn nhân bằng tay trái,  đây là một thông luật do giới quý tộc Âu châu áp dụng trong cách thức kế thừa tước hiệu cũng như tài sản khi một người đàn ông trong giới quý tộc lấy một người đàn bà thường dân hoặc có cấp độ quý tộc thấp hơn quá nhiều so với người chồng, do đó không môn đăng hộ đối. Theo phép đó thì con cái của cặp đôi đó tuy được thừa nhận nhưng không thuộc trong danh sách gia tộc khi xét đến thừa hưởng tài sản và tước hiệu. Người đàn bà tuy là vợ nhưng cũng không có quyền như các mệnh phụ khác. Bởi vì con cái và người vợ của cuộc hôn nhân này không được quyền thừa hưởng gia tài khi cha hoặc chồng chết, cho nên thường có một hợp đồng hôn thú riêng để bảo đảm cho họ về tài chính sau này. Khái niệm này phổ biến nhất ở các vùng lãnh thổ nói tiếng Đức và các quốc gia chịu ảnh hưởng nhiều nhất bởi phong tục của các vùng nói tiếng Đức.
Trong trường hợp của một vị quân chủ, nếu ông ấy quyết định kết hôn với một người phụ nữ không cùng đẳng cấp thì cũng đồng nghĩa rằng, vị quân chủ ấy sẽ phải chấp nhận ngai vàng của ông sẽ được thừa kế bởi các thành viên họ hàng khác trong vương thất chứ không phải con cái của ông trong cuộc hôn nhân quý tiện kết hôn. Các hậu duệ được sinh ra trong cuộc hôn nhân quý tiện kết hôn hoàn toàn khác với khái niệm Con hoang, những đứa trẻ quý tiện kết hôn tuy không được thừa kế nhưng hoàn toàn được công nhận hợp pháp, nhưng đối với con hoang hoàng gia thì không được công nhận, vì nó được tạo ra không thông qua hôn nhân chính thức, nói đúng hơn là từ những cuộc ngoại tình giữa một vị quân chủ với các tình nhân. Điển hình như vua William IV của Anh, ông chỉ có 2 người con gái hợp pháp với người vợ chính thức là Adelheld xứ Sachsen-Meiningen nhưng chết trẻ, tuy nhiên ông lại có đến 10 người con sống đến tuổi trưởng thành với người tình Dorothea Jordan, nhưng vì những đứa trẻ này bất hợp pháp nên ngai vàng của Anh đã phải để lại cho cháu gái của ông là Vương tôn nữ Alexandrina Victoria xứ Kent, tức Nữ vương Victoria sau này.
Sau Đệ nhất Thế chiến các hoàng tộc Âu châu tuy nhiều gia tộc bị truất nhưng tiếp tục áp dụng thông luật Quý tiện kết hôn khi sắp xếp tước hiệu. Đẳng cấp ngôi thứ trong quý tộc được công bố thường niên trong cuốn Almanach de Gotha cho đến năm 1944 thì mới thôi. Sách đó phân biệt hệ phả của các dòng tộc Âu châu. Những cuộc hôn nhân khi cha mẹ không cùng thuộc quý tộc thì tên tuổi con cái được sắp trong phần phụ lục riêng, có mã hiệu ghi rõ là không được thừa kế. Những sách phả hệ như Fürstliche Häuser đều theo lệ đó.

## Từ nguyên
Morganatic, đã được sử dụng trong tiếng Anh vào năm 1727 (theo Từ điển tiếng Anh Oxford), có nguồn gốc từ morganaticus trong tiếng La Tinh trung cổ và một lần nữa nó có nguồn gốc từ tiếng La Tinh muộn matrimonium ad morganaticam và dùng để chỉ món quà chú rể tặng cho cô dâu vào buổi sáng sau lễ cưới, món quà buổi sáng, tức là của hồi môn. Thuật ngữ La Tinh, áp dụng cho phong tục của người Đức, được sử dụng từ thuật ngữ tiếng Đức cổ *morgangeba (Morgangabe trong tiếng Đức hiện đại), tương ứng với morgengifu trong tiếng Anh thời kỳ đầu. Nghĩa đen được giải thích trong một đoạn văn bản thế kỷ XVI được Charles du Fresne, sieur du Cange trích dẫn là "một cuộc hôn nhân mà vợ và những đứa con sắp sinh ra không được hưởng phần tài sản nào của chồng ngoài 'món quà buổi sáng'-của hồi môn".
Món quà buổi sáng là một sự sắp xếp tài sản theo phong tục cho hôn nhân được tìm thấy lần đầu tiên trong các nền văn hóa Đức thời trung cổ (chẳng hạn như người Lombard) và cả trong các bộ lạc người Đức cổ đại, và nhà thờ đã thúc đẩy việc áp dụng nó sang các quốc gia khác nhằm cải thiện sự an toàn của người vợ bằng cách bổ sung lợi ích này. Cô dâu nhận tài sản từ nhà trai. Nó nhằm đảm bảo sinh kế cho cô khi góa bụa, và nó phải được giữ riêng như tài sản riêng của người vợ. Tuy nhiên, khi một hợp đồng hôn nhân được lập trong đó cô dâu và con cái của cuộc hôn nhân sẽ không nhận được bất cứ thứ gì khác (ngoài của hồi môn) từ chú rể hoặc từ tài sản thừa kế hoặc dòng tộc của anh ta, kiểu hôn nhân đó được mệnh danh là "hôn nhân chỉ có của hồi môn và không có tài sản thừa kế nào khác", có nghĩa là matrimonium morganaticum.

## Những dẫn chứng điển hình
Những người đàn ông có nguồn gốc hoàng gia thực hiện cuộc hôn nhân quý tiện kết hôn:
- Thành Cát Tư Hãn tuân theo truyền thống đương thời bằng cách lấy một số người vợ theo hình thức quý tiện kết hôn, ngoài người vợ chính thất của mình, người có tài sản được truyền cho con trai út của họ, cũng theo truyền thống.
- Vua Erik XIV của Thụy Điển đã kết hôn với người hầu Karin Månsdotter hai lần - một lần dưới hình thức quý tiện kết hôn vào năm 1567, và một lần nữa mặc dù không theo hình thức quý tiện kết hôn vào năm 1568.
- Ludwig Wilhelm, Công tước xứ Bayern và nữ diễn viên Henriette Mendel. Cô được trao tước vị Nam tước von Wallersee, và con gái của họ, Marie Louise, Nữ bá tước Larisch von Moennich, là bạn tâm giao của Hoàng hậu Elisabeth ("Sissi") của Áo.
- Đại công tước Ferdinand II của Áo, người cai trị Bá quốc Tirol, kết hôn lần đầu với Philippine Welser, thành viên của một gia đình tư sản giàu có vào năm 1557. Con cái của họ được phong tước Margrave von Burgau, kết quả cuộc hôn nhân thứ hai (và ngang bằng) của Ferdinand được Giáo hoàng công nhận và ưu tiên cho mục đích thừa kế.
- Victtorio Emanuele II của Ý vào năm 1869 kết hôn với tình nhân chính của ông là Rosa Teresa Vercellana Guerrieri. Được biết đến rộng rãi ở vùng Piedmont với cái tên "Bela Rosin" (Little Rosa the Beautiful), bà sinh ra là một thường dân nhưng được phong làm Nữ bá tước di Mirafiori e Fontanafredda vào năm 1858.
- Thân vương Alexander xứ Hessen và Rhine vào năm 1851 kết hôn với Nữ bá tước Julia von Hauke dưới hình thức quý tiện kết hôn. Thay vì là một phần của Vương tộc Hessen-Darmstadt mà cha họ thuộc về, các hậu duệ dòng nam của hai vợ chồng được phong làm Thân vương xứ Battenberg, nhánh của họ sống ở Vương quốc Anh sau này trở thành Gia tộc Mountbatten.
- Cuối đời, cựu phối vương góa bụa Fernando II của Bồ Đào Nha đã kết hôn với ca sĩ opera Elise Hensler, người được phong làm Nữ bá tước xứ Edla.
- Năm 1917, cháu trai của Fernando II của Bồ Đào Nha là Afonso, Công tước xứ Porto, Vương thái tử Bồ Đào Nha cuối cùng, kết hôn với một nhà xã hội người Mỹ đã hai lần ly hôn là Nevada Stoody Hayes.

## Đan Mạch
Việc kế vị ngai vàng của Vương quốc Đan Mạch tuân theo các quy định của luật Lex Regia cho đến khi Đạo luật Kế vị Đan Mạch được thông qua vào năm 1953. Các cuộc hôn nhân quý tiện kết hôn nổi bật bao gồm cuộc hôn nhân năm 1615 của Vua Christian IV với nữ quý tộc Kirsten Munk. Kirsten được phong là "Nữ bá tước xứ Schleswig-Holstein" và sinh cho Nhà vua 12 người con, tất cả đều được phong là "Bá tước/Nữ bá tước xứ Schleswig-Holstein". Vua Frederik VII kết hôn với nữ diễn viên ballet Louise Rasmussen, người được phong tước "Nữ bá tước Danner" vào năm 1850. Cuộc hôn nhân này không có hậu duệ. Khi em trai của Vua Christian IX là Thân vương Julius xứ Schleswig-Holstein-Sonderburg-Glücksburg kết hôn với Elisabeth von Ziegesar vào năm 1883, nhà vua đã phong cho bà tước hiệu "Nữ bá tước xứ Røst".
Cho đến năm 1971, các Vương tử Đan Mạch kết hôn với những phụ nữ không thuộc hoàng gia hoặc gia đình quý tộc đều bị từ chối ủy quyền của chủ quyền, từ bỏ quyền kế vị ngai vàng và tước vị hoàng gia (Vương tử Aage của Đan Mạch thực hiện hôn nhân quý tiện kết hôn với Matilda Calvi, con gái của Bá tước Giorgio Calvi di Bergolo, vào tháng 1 năm 1914, sau đó đã từ bỏ quyền lực và tước hiệu triều đại của mình). Họ được cấp tiền tố phi hoàng gia là "Hoàng thân" và con cháu của họ mang tước hiệu Bá tước xứ Rosenborg trong giới quý tộc Đan Mạch.
Cả hai người con của Nữ vương Margrethe II đều không kết hôn với một người thuộc dòng dõi hoàng gia hoặc thuộc tầng lớp quý tộc có tước hiệu. Các thành viên của Hoàng gia vẫn có thể mất vị trí kế vị cho bản thân và con cháu nếu họ kết hôn mà không có sự cho phép của quốc vương.

## Pháp

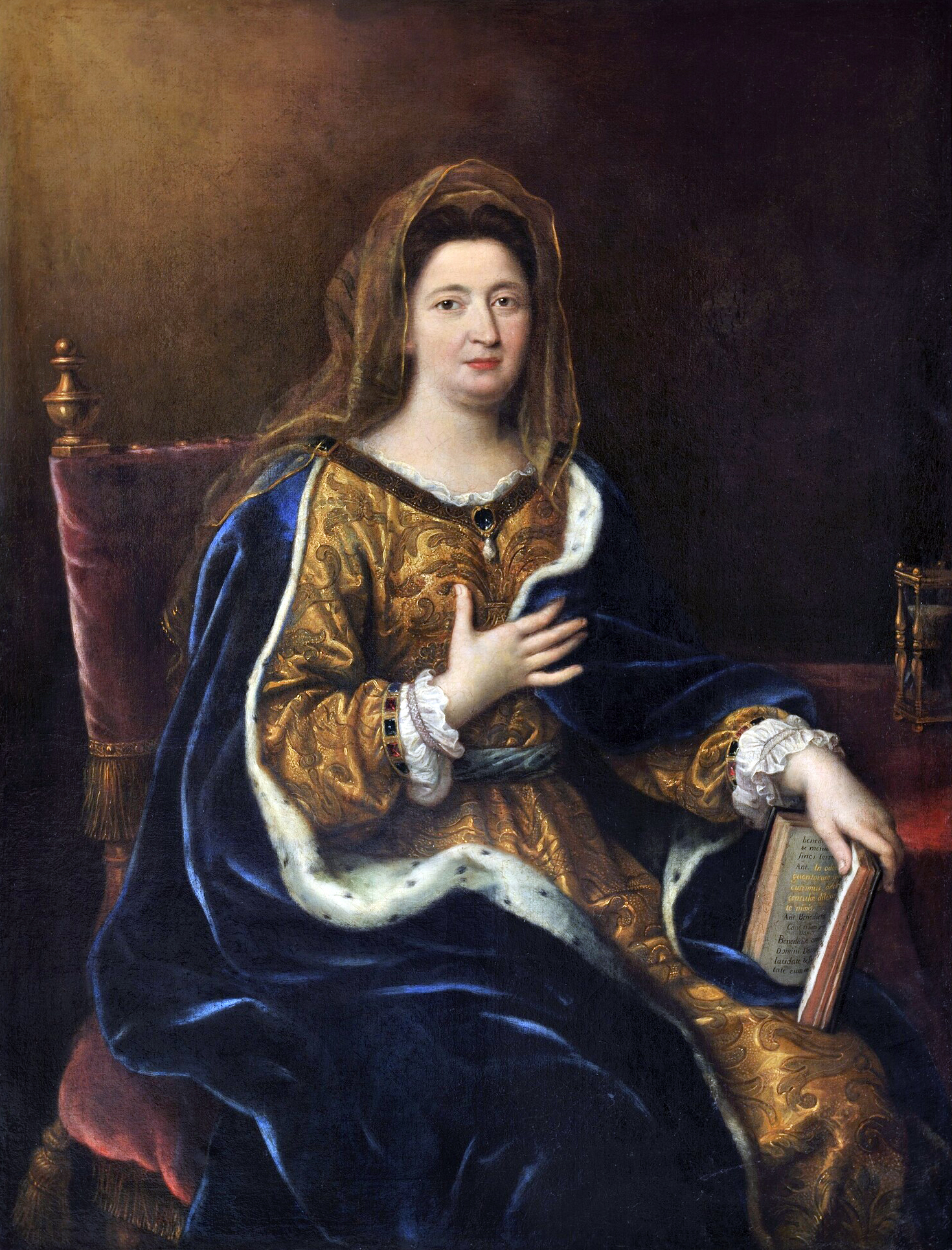
Françoise d'Aubigné, Nữ Hầu tước xứ Maintenon đã kết hôn với Louis XIV của Pháp, năm đó bà đã gần 50 tuổi

Quý tiện kết hôn không được công nhận là một khái niệm trong luật pháp của Vương quốc Pháp. Vì luật pháp không phân biệt, giữa người cai trị và thần dân, hôn nhân giữa hoàng gia và những người thừa kế quý tộc của các thái ấp lớn đã trở thành thông lệ trong suốt thế kỷ XVI, giúp tăng cường quyền lực của Vương tộc Capet trong khi giảm dần số lượng các lãnh địa lớn được nắm giữ, về mặt lý thuyết là chư hầu của các quý tộc mà trên thực tế hầu như độc lập với vương quyền của Pháp: sau cuộc hôn nhân của Caterina de' Medici với vị vua tương lai Henri II của Pháp vào năm 1533, tỉnh cuối cùng trong số này là Bá quốc Auvergne, đã sáp nhập vào vương quyền của Pháp.
Tính cổ xưa của giới quý tộc trong dòng dõi nam giới hợp pháp, chứ không phải khu vực quý tộc, là tiêu chí chính để xếp hạng trong chế độ cũ. Không giống như địa vị của vợ và con cháu của giới quý tộc Anh (nhưng lại là điển hình của giới quý tộc ở mọi quốc gia châu Âu lục địa), con cái hợp pháp và hậu duệ nam giới của bất kỳ quý tộc Pháp nào (dù có tước vị hay không, dù có thuộc quý tộc Pháp hay không) đều cũng cao quý về mặt pháp lý. Thứ hạng không dựa trên tước hiệu cha truyền con nối, thường được thừa nhận hoặc có được bằng cách mua tài sản quý tộc thay vì do Vương quyền ban tặng. Đúng hơn, yếu tố chính quyết định thứ hạng tương đối trong giới quý tộc Pháp là khoảng cách có thể xác minh được về dòng dõi quý tộc của nam giới trong một gia đình. Các yếu tố khác ảnh hưởng đến cấp bậc bao gồm lịch sử chỉ huy quân sự của gia đình, các chức vụ cấp cao nắm giữ tại triều đình và việc kết hôn với các gia đình cấp cao khác. Một ngoại lệ cụ thể đã được thực hiện đối với những người mang tước hiệu công tước, những người, bất kể nguồn gốc của họ, đều có cấp bậc cao hơn tất cả các quý tộc khác. Nhưng tước vị công tước ở nước Pháp thời hậu trung cổ (ngay cả khi được tô điểm bằng địa vị "quý tộc" vẫn cao hơn) đã xếp người nắm giữ nó và gia đình của ông vào hàng quý tộc của Pháp chứ không phải như ở Đức và Scandinavia (và đôi khi là Ý, viz. Savoy , Medici, Este, Della Rovere, Farnese và Cybo-Malaspina) trong số các triều đại trị vì ở Châu Âu có thói quen kết hôn hoàng gia với nhau.
Sau khi Nhà Bourbon kế thừa ngai vàng của Pháp từ Nhà Valois vào năm 1589, những người cai trị của họ đã thực hiện các cuộc hôn nhân ngay cả với những gia đình công tước lâu đời nhất của Pháp - chứ chưa nói đến những phụ nữ quý tộc có cấp bậc thấp hơn - khá hiếm (viz., Anne de Montafié năm 1601, Charlotte Marguerite de Montmorency năm 1609 và, lưu vong khỏi nước Pháp cách mạng, Maria Caterina Brignole năm 1798). Các trường hợp ngoại lệ được thực hiện đối với hôn nhân bình đẳng giữa hoàng gia với các Thân vương nước ngoài (Prince étranger) và theo lệnh của hoàng gia, với những người được gọi là Thân vương hợp pháp (tức là các hậu duệ ngoài giá thú nhưng được hợp pháp hóa của Henry IV và Louis XIV), cũng như với các cháu gái của Henry IV và Louis XIV. Hồng y-tể tướng (tức là Richelieu, Mazarin). Giống như việc vua Pháp có thể cho phép một cuộc hôn nhân hoàng gia nếu không được coi là không phù hợp, thì vào năm 1635, Louis XIII của Pháp đã xác lập rằng nhà vua cũng có thể vô hiệu hóa cuộc hôn nhân bình đẳng, cuộc hôn nhân bình đẳng của một triều đại Pháp mà ông không đồng ý (ví dụ, Marguerite xứ Lorraine, Nữ công tước xứ Orléans).
Hơn nữa, có một tập tục của Pháp, khác biệt về mặt pháp lý với hôn nhân quý tiện kết hôn nhưng được sử dụng trong những tình huống tương tự về sự bất bình đẳng về địa vị giữa một thành viên của gia đình hoàng gia và một người phối ngẫu có cấp bậc thấp hơn: một cuộc hôn nhân "bí mật công khai". Các vị vua Pháp chỉ cho phép những cuộc hôn nhân như vậy khi cô dâu đã quá tuổi sinh con hoặc hoàng tử sắp cưới đã có người thừa kế triều đại bởi người phối ngẫu trước đó thuộc dòng dõi hoàng gia. Hôn lễ diễn ra không bị cấm đoán, riêng tư (chỉ có linh mục, cô dâu chú rể và một số nhân chứng hợp pháp có mặt), và hôn lễ chưa bao giờ được chính thức thừa nhận (mặc dù đôi khi được biết đến rộng rãi). Vì vậy, người vợ không bao giờ công khai chia sẻ tước vị, cấp bậc hoặc huy hiệu của chồng mình. Người phối ngẫu cấp thấp hơn, nam hay nữ, chỉ có thể nhận từ người phối ngẫu của hoàng gia những tài sản mà nhà vua cho phép.
Trong cuộc hôn nhân bí mật, Louis XIV của Pháp cưới người vợ thứ hai, Madame de Maintenon, vào năm 1683 (bà đã gần 50 tuổi nên khó có con); Louis Đại Thái tử kết hôn với Marie Émilie de Joly de Choin năm 1695; Anne Marie d'Orléans (La Grande Mademoiselle) kết hôn với Antonin Nompar de Caumont, Công tước thứ nhất xứ Lauzun năm 1682; và Louis Philippe I xứ Orléans kết hôn với Marquise de Montesson vào năm 1773. Cơ chế "hôn nhân bí mật" khiến Pháp không cần thiết phải luật hóa quý tiện kết hôn. Trong các triều đại hậu quân chủ, cho đến cuối thế kỷ XX, những người đứng đầu các nhánh Bourbon của Tây Ban Nha và Ý, người Nhà Orléans của cả Pháp và Brazil, và Nhà Bonaparte, đã tuyên bố để loại trừ các hậu duệ sinh của các cuộc hôn nhân không được chấp thuận ra khỏi triều đại của họ - mặc dù không gọi những cuộc hôn nhân này là "quý tiện kết hôn".

## Những quốc gia nói tiếng Đức

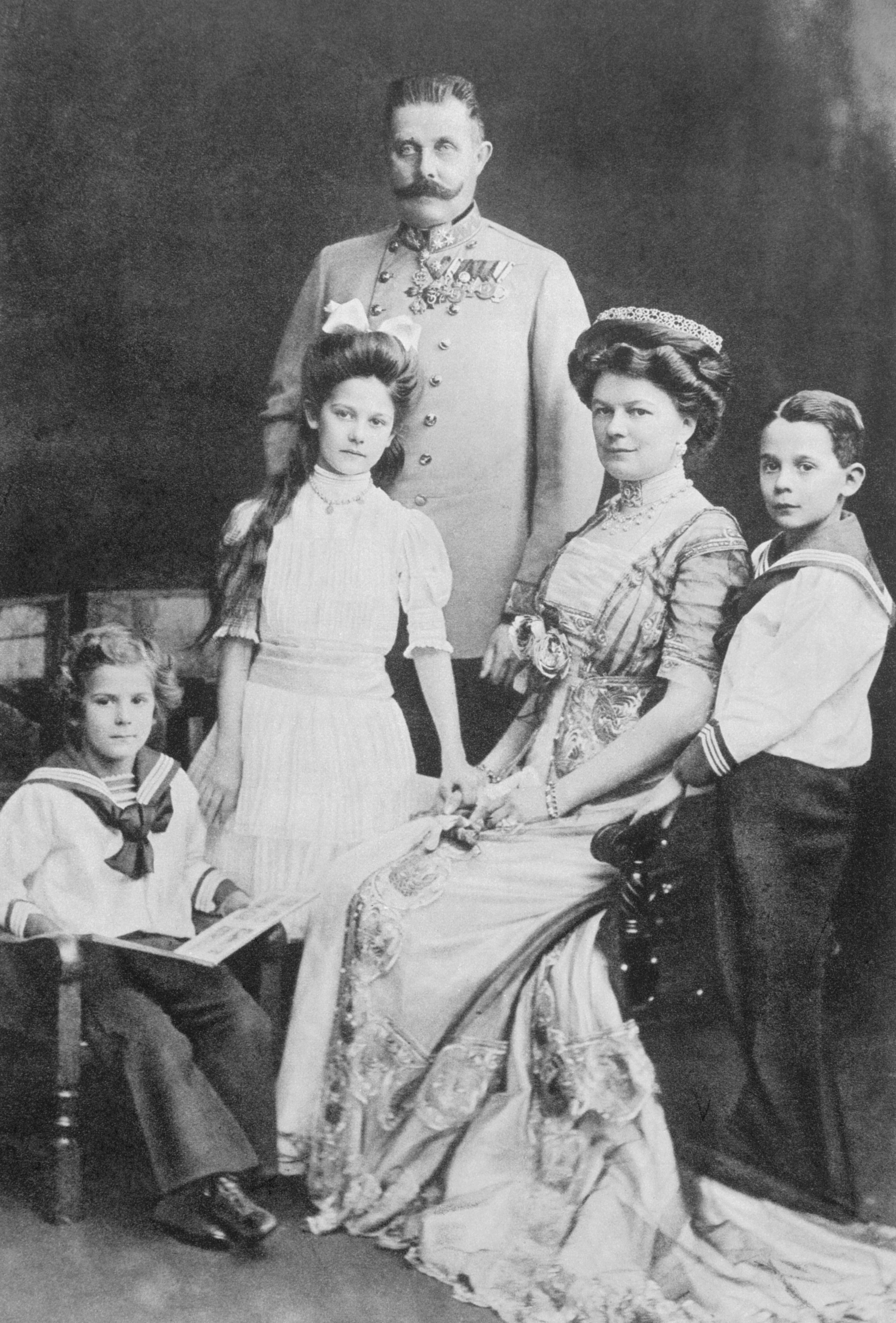
Ảnh của Đại công tước Franz Ferdinand cùng vợ và các con của mình, họ là sản phẩm của quý tiện kết hôn

Việc thực hiện luật quý tiện kết hôn phổ biến nhất ở các khu vực nói tiếng Đức ở châu Âu, nơi mà sự bình đẳng về huyết thống (Ebenbürtigkeit) giữa các cặp vợ chồng được coi là một nguyên tắc quan trọng trong các gia đình cai trị và giới quý tộc cao cấp. Tên tiếng Đức là Ehe zur linken Hand ("hôn nhân bằng tay trái") vì người chồng đã đưa tay trái ra nắm tay cô dâu trong lễ cưới thay vì tay phải.
Có lẽ ví dụ nổi tiếng nhất trong thời hiện đại là cuộc hôn nhân năm 1900 của người thừa kế ngai vàng Đế quốc Áo-Hung là Đại công tước Franz Ferdinand và Nữ bá tước Sophie Chotek von Chotkowa, một quý tộc đến từ Bohemia. Cuộc hôn nhân ban đầu bị Hoàng đế Franz Joseph I phản đối, nhưng sau áp lực từ các thành viên trong gia đình và các nhà cai trị châu Âu khác, ông đã bằng lòng vào năm 1899 (nhưng không tự mình tham dự đám cưới). Cô dâu được phong làm Nữ thân vương (sau này là Nữ công tước) của Hohenberg, các con của họ lấy tên và tước hiệu mới của mẹ nhưng bị loại khỏi quyền kế vị hoàng gia. Vụ ám sát Đại vương công Franz Ferdinand ở Sarajevo năm 1914, giết chết cả Franz Ferdinand và vợ ông là Sophie, đã gây ra Chiến tranh thế giới thứ nhất.
Mặc dù các hậu duệ của các cuộc hôn nhân quý tiện kết hôn không đủ điều kiện để kế vị ngai vàng, nhưng con cái của các cuộc hôn nhân đã tiếp tục đạt được thành công ở những nơi khác của Châu Âu. Hậu duệ của cuộc hôn nhân năm 1851 của Thân vương Alexander xứ Hessen và Rhine với một quý tộc Đức gốc Ba Lan là Nữ bá tước Julia von Hauke (được phong làm Nữ thân vương xứ Battenberg) bao gồm Aleksandr I của Bulgaria, Vương hậu Tây Ban Nha (Victoria Eugenie của Battenberg) và Thụy Điển (Louise Mountbatten), và ở dòng nữ, Vua Charles III (thông qua bà nội của mình, Alice xứ Battenberg).
Tương tự như vậy, từ cuộc hôn nhân quý tiện kết hôn của Công tước Alexander xứ Württemberg và Nữ bá tước Claudine Rhédey von Kis-Rhéde (được phong là Nữ bá tước xứ Hohenstein), hậu duệ của họ là Mary xứ Teck, người trở thành Vương hậu của Anh vào năm 1911 với tư cách là vợ của Vua George V.

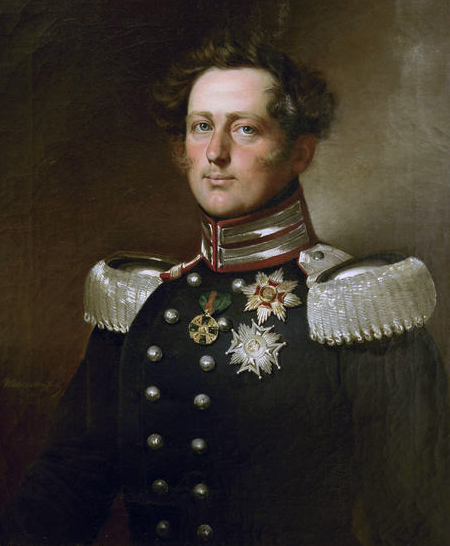
Bá tước Leopold, một hậu duệ của quý tiện kết hôn đã được thừa kế ngai vàng Đại công quốc Baden

Đôi khi, những hậu duệ của những cuộc hôn nhân quý tiện kết hôn đã vượt qua nguồn gốc phi triều đại của mình và kế vị vương quyền của gia tộc. Điển hình như trường hợp của Bá tước Leopold, người đã thừa kế ngai vàng của Đại công quốc Baden, mặc dù được sinh ra từ một cuộc hôn nhân quý tiện kết hôn, sau khi tất cả nam giới trong triều đại của Gia tộc Zähringen đều qua đời. Là con trai của Karl Friedrich, Đại công tước xứ Baden, với người vợ thứ hai là Louise Caroline Geyer von Geyersberg, người thuộc giới quý tộc nhỏ, Leopold nhận tước hiệu Hoàng thân vào năm 1817, ở tuổi 27, do luật kế vị đã được đưa vào hiến pháp mới của Đại công quốc Baden. Gia đình đại công tước của Baden phải đối mặt với nguy cơ tuyệt tự, vì vậy Leopold được trao quyền kế vị theo hiệp ước quốc tế và kết hôn với một công chúa để nâng cao địa vị của mình, ông đã lên ngôi vào năm 1830. Con cháu của ông cai trị đại công quốc cho đến khi chế độ quân chủ bị bãi bỏ vào năm 1918.
Các gia đình trị vì khác ở Đức đã áp dụng cách tiếp cận tương tự khi gặp phải tình trạng thiếu người thừa kế là nam giới. Năm 1896, Nhà Schwarzburg, với chi nhánh Sondershausen có hai Thân vương lớn tuổi không có con và Rudolstadt chỉ có một Thân vương không có con, đã công nhận Thân vương Sizzo von Leutenberg, con trai quý tiện kết hôn của của Friedrich Günther, Thân vương xứ Schwarzburg-Rudolstadt, là Thân vương xứ Schwarzburg và là người thừa kế của hai thân vương quốc.
Dòng dõi cao cấp của triều đại cai trị Thân vương quốc Lippe đang trên đà tuyệt tự khi thế kỷ XX đến gần, gây ra tranh chấp quyền kế vị giữa các nhánh Lippe-Biesterfeld và Schaumburg-Lippe của gia tộc, dẫn đến sự can thiệp quốc tế và các cuộc di chuyển quân đội. Nó tập trung vào việc liệu một số tổ tiên của chi nhánh Biesterfeld có thuộc triều đại hợp pháp hay không; nếu vậy thì dòng dõi đó sẽ thừa kế vương miện quý tộc theo chế độ nguyên thủy. Nếu không, Biesterfelds sẽ bị coi là quý tiện kết hôn và Schaumburg-Lippes sẽ kế thừa ngai vàng. Nghị viện của Lippe đã bị Reichstag của Đế quốc Đức chặn bỏ phiếu về vấn đề này, thay vào đó, cơ quan này đã thành lập một hội đồng gồm các luật gia được Quốc vương Sachsen lựa chọn để đánh giá các bằng chứng liên quan đến các quy tắc hôn nhân lịch sử của Nhà Lippe và đưa ra quyết định về vấn đề này, tất cả các bên đồng ý tuân theo phán quyết của họ. Vào năm 1897 và 1905, các hội đồng đã ra phán quyết có lợi cho triều đại của các tổ tiên bị thách thức và con cháu của họ, phần lớn là do cả hai đều không thuộc cấp bậc triều đại, nhưng trong lịch sử, nhà Lippes đã chấp nhận những cuộc hôn nhân như vậy cho các dòng dõi cấp dưới khi được Người đứng đầu gia tộc chấp thuận.
Vào cuối thế kỷ XIX và đầu thế kỷ XX, một số gia đình ở Đức được coi là quý tiện kết hôn đã được xem xét trao vương miện ở những nơi khác, tạo nên sự phục hồi bất ngờ cho địa vị của họ. Người đầu tiên trong số này là Thân vương Alexander xứ Battenberg, vào năm 1877 đã được các cường quốc đồng ý là ứng cử viên sáng giá nhất cho ngai vàng mới của Thân vương quốc Bulgaria. Tuy nhiên, ông đã không thể giữ được vương miện của mình và cũng không thể giành được cuộc hôn nhân với Viktoria của Phổ bất chấp những nỗ lực của Hoàng hậu là mẹ của cô và bà ngoại của cô.

## Luxembourg
Khi Đại công quốc Luxembourg không có người thừa kế là nam giới vào đầu thế kỷ XX, Bá tước xứ Merenberg là một hậu duệ quý tiện kết hôn tự nhận mình là người thừa kế, là hậu duệ hợp pháp cuối cùng trong dòng dõi nam giới của Vương tộc Nassau. Tuy nhiên, Đại công tước Wëllem IV đã chọn xác nhận luật kế vị do Đại hội Viên quy định năm 1815 để cho phép một hậu duệ nữ thuộc dòng nam Nassau trở thành người kế vị ngai vàng (con gái riêng của ông là Đại Công nữ Marie-Adélaïde).

## Đế chế Nga

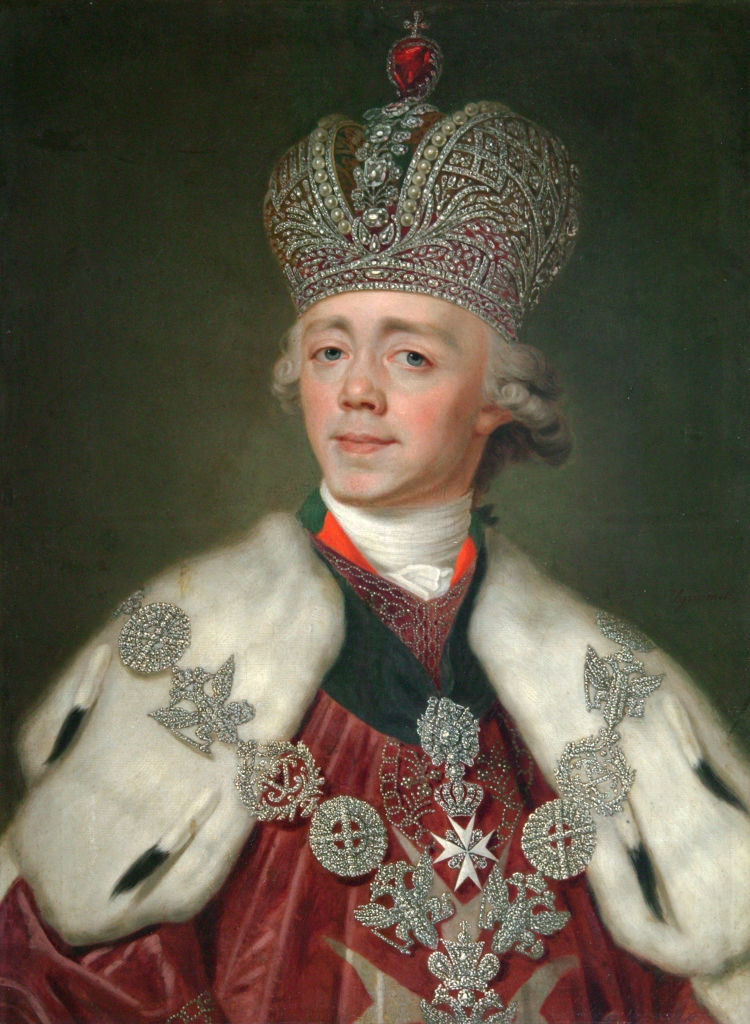
Hoàng đế Pavel I của Nga, người đã ban hành luật Hausgesetze, quy định nghiêm việc thực hiện quý tiện kết hôn trong hoàng gia Nga

Hoàng đế Pavel I của Nga đã ban hành luật gia đình (Hausgesetze) mới nghiêm ngặt áp dụng cho Đế quốc Nga vào năm 1797, loại bỏ quyền của chủ quyền trong việc chỉ định người thừa kế ngai vàng, nhưng yêu cầu các quân chủ phải được sinh ra từ những cuộc hôn nhân được ủy quyền. Năm 1820, một đạo luật mới cũng quy định rằng chỉ những đứa con của Vương tộc Romanov sinh ra trong hôn nhân với những người có địa vị ngang nhau, tức là thành viên của một "gia đình hoàng gia hoặc có chủ quyền", mới có thể truyền lại quyền kế vị và tước hiệu cho con cháu. Alexander III đã cấm hoàn toàn các cuộc hôn nhân dưới hình thức quý tiện kết hôn của người Nhà Romanov bằng cách ban hành Ukase #5868 vào ngày 24 tháng 3 năm 1889, sửa đổi điều khoản số 63 của Quy chế về Hoàng gia trong Luật Pauline. Bởi Ukase #35731, ngày 11 tháng 8 năm 1911, Nicholas II đã sửa đổi bản sửa đổi, giảm việc áp dụng hạn chế này đối với tất cả các thành viên của Hoàng gia, chỉ áp dụng đối với các Đại vương công và Nữ đại vương công. Sắc lệnh này cho phép các Tông thất có quan hệ xa với quốc chủ, tức là các Prince và Princess of Imperial Blood kết hôn với những người phối ngẫu không phải hoàng gia, nhưng điều kiện phải có sự đồng ý của hoàng đế, bản thân nhân vật đó phải từ bỏ quyền kế vị cá nhân của mình và luật Pauline hạn chế quyền kế vị đối với những người sinh ra từ những cuộc hôn nhân quý tiện kết hôn vẫn tiếp tục có hiệu lực.
Nạn nhân ban đầu của Luật Pauline là Đại công tước Konstantin Pavlovich, cháu trai của Nữ hoàng Yekaterina II, và phó vương của Ba Lan. Vào ngày 20 tháng 3 năm 1820, cuộc hôn nhân của ông với Juliane xứ Sachsen-Coburg-Saalfeld bị hủy bỏ để cho phép ông kết hôn với người tình lâu năm của mình, Nữ bá tước Joanna Grudna-Grudzińska, tại Warsaw vào ngày 24 tháng 5 năm 1820, người được phong tước hiệu "Nữ thân vương Łowicza" khi kết hôn nhưng không sinh được con.
Hoàng đế Aleksandr II, thực hiện quý tiện kết hôn vào năm 1880 với Nữ thân vương Ekaterina Mihailovna Dolgorukova, cô là vợ thứ hai của Alexander, trước đây từng là tình nhân lâu dài của ông và là mẹ của 3 đứa con hợp pháp của ông, các Thân vương và Nữ thân vương xứ Yurievsky.

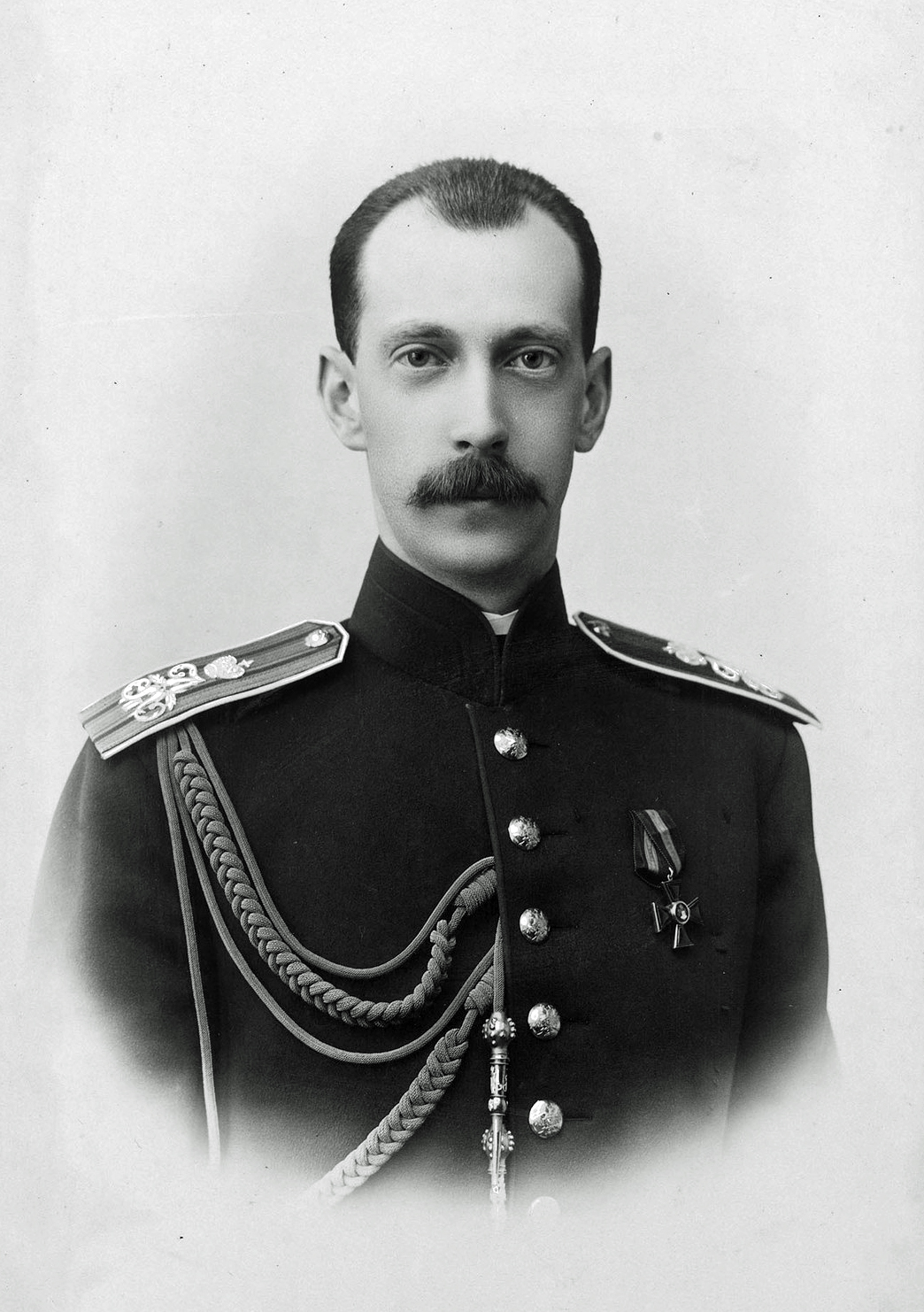
Đại công tước Paul Alexandrovich của Nga đã bị Hoàng đế Nicolas II đuổi khỏi Đế chế Nga vì dám cưới một thường dân, nhưng cũng nhờ điều này mà ông và gia đình đã thoát chết trong Cách mạng Nga

Bắt đầu một truyền thống mới lạ, một trong những cô con gái của cặp vợ chồng đó, Nữ thân vương Olga Aleksandrovna Yurievskaya (1873–1925), đã kế hôn với George, Bá tước xứ Merenberg (1871-1965) của Vương tộc Nassau, và ông này cũng là một sản phẩm của quý tiện kết hôn. Mẹ của ông là con gái của tác giả nổi tiếng Alexander Pushkin, nhưng mặc dù xuất thân cao quý, bà không thể kết hôn với em trai của một vị Công tước xứ Nassau đang bị lưu đày vào năm 1868. Bá tước đã đệ đơn kiện để chứng minh rằng tình trạng quý tiện kết hôn của ông ở Đức không nên bị loại trừ ông khỏi quyền kế vị ngai vàng của Luxembourg sau khi người nam duệ cuối cùng của Vương tộc Oranje-Nassau là Vua Willem III của Hà Lan, qua đời vào năm 1890 và điều đó trở nên rõ ràng. Nhà Nassau cũng phải đối mặt với sự tuyệt tự sắp xảy ra của các thành viên nam sau cái chết cuối cùng của Đại công tước Wëllem IV của Luxembourg. Em trai của Olga là Thân vương George Aleksandrovich Yurievsky (1872–1913), đã kết hôn với Nữ bá tước Alexandra von Zarnekau (1883–1957) vào năm 1900, và này là con gái của cuộc hôn nhân quý tiện kết hôn của Công tước Nga-Đức Constantine Petrovich xứ Oldenburg với Agrafena Djaparidize. Em gái của Merenberg là Sophia (1868–1927), cũng đã ký kết một cuộc hôn nhân quý tiện kết hôn vào năm 1891, với Đại công tước Michael Mikhailovich của Nga, người anh họ của ông là Hoàng đế Nikolai II đã trục xuất cặp đôi này sang Vương quốc Anh, và hành động này đã vô tình cứu họ khỏi vòng xoáy của Cách mạng Nga, đã giết chết rất nhiều người thuộc Vương tộc Romanov. Bà và các con được phong làm Bá tước xứ Torby, con gái nhỏ của bà là Nữ bá tước Nada (1896–1963) kết hôn vào năm 1916 với Thân vương George xứ Battenberg, Hầu tước tương lai của xứ Milford Haven và là con cháu của Gia tộc Battenberg, một nhánh quý tiện kết hôn của Nhà Hessen đã định cư ở Vương quốc Anh và kết hôn với con cháu của Nữ vương Victoria.
Kém may mắn hơn trong số những người nhà Romanov là Đại công tước Paul Aleksandrovich của Nga, người phải sống lưu vong ở Paris để kết hôn với một thường dân là Olga Valerianovna Karnovich vào năm 1902. Paul trở lại phục vụ trong quân đội Nga trong Chiến tranh thế giới thứ nhất, và Hoàng đế Nicholas II đã khen thưởng lòng trung thành của chú mình bằng cách phong cho Olga và các con của bà tươc vị Thân vương và Nữ thân vương xứ Paley vào năm 1915. Tuy nhiên, lòng yêu nước của Paul đã định đoạt số phận của ông, và ông chết dưới tay những người cách mạng Nga vào năm 1919. Một trong những con gái của ông, Nữ thân vương Irene Pavlovna Paley (1903–1990), đã kết hôn khi đang sống lưu vong vào năm 1923, với anh họ của bà, Thân vương Feodor Alexandrovich của Nga, (1898-1968).

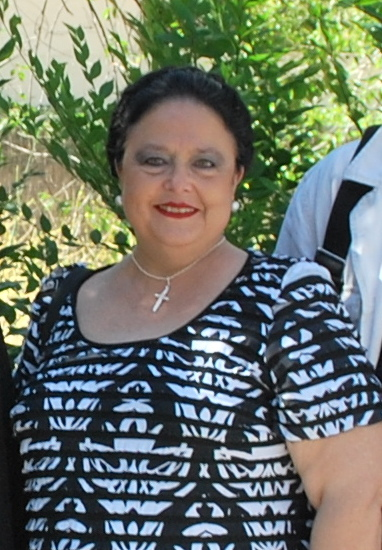
Nữ đại công tước Maria Vladimirovna của Nga, người đang đứng đầu hoàng tộc Romanov, nhưng bà bị cho là một sản phẩm của quý tiện kết hôn, dù mẹ bà cũng là công chúa của một triều đại đã bị phế bỏ

Nicholas II đã cấm em trai mình là Đại công tước Michael Alexandrovich của Nga, kết hôn với nữ quý tộc đã hai lần ly hôn là Natalya Sergeyevna Wulfert (nhũ danh Sheremetevskaya), nhưng cặp đôi đã bỏ trốn ra nước ngoài vào năm 1911. Sa hoàng từ chối yêu cầu của em trai ông về việc phong tước vị cho cô dâu hoặc con trai của họ, George Mikhailovich (1910–1931), nhưng đã hợp pháp hóa George và đưa ông vào giới quý tộc Nga dưới họ "Brassov" vào năm 1915: tuy nhiên ông và mẹ ông đã sử dụng tước hiệu bá tước từ năm 1915, chỉ được Đại công tước Kirill Vladimirovich của Nga cấp tước hiệu Thân vương vào năm 1928. Trong giai đoạn đau đớn của Chiến tranh thế giới thứ nhất, Hoàng đế Nicholas II đã cho phép em gái mình là Nữ đại công tước Olga Alexandrovna của Nga chấm dứt cuộc hôn nhân không tình yêu với một quý tộc cùng đẳng cấp về mặt xã hội là Công tước Peter Alexandrovich xứ Oldenburg, và cô đã lặng lẽ kết hôn với một thường dân là Đại tá Nikolai Kulikovsky. Các con cháu của Michael và Olga từ những cuộc hôn nhân này đều bị loại khỏi quyền kế vị.
Sau vụ sát hại Nicholas II và các con của ông, các cuộc hôn nhân quý tiện kết hôn của Hoàng gia Nga đã hạn chế số lượng những người có thể yêu cầu ngai vàng. Đại công tước Cyril Vladimirovich, em họ của Nicholas, tự xưng là Hoàng đế lưu vong. Tranh cãi kéo theo cuộc hôn nhân của con trai ông là Đại công tước Vladimir Cyrillovich của Nga với Công chúa Leonida Bagration xứ Mukhrani, hậu duệ của Hoàng gia Georgia bị phế truất. Sau khi sáp nhập Georgia vào năm 1801, gia đình Leonida được coi là quý tộc bình thường ở Đế quốc Nga chứ không phải hoàng gia, dẫn đến tuyên bố rằng cuộc hôn nhân năm 1948 của cô với Vladimir (tuy nhiên, người cũng thuộc về một triều đại bị phế truất vào thời điểm đó) là không bình đẳng và cần được xem xét là một cuộc hôn nhân quý tiện kết hôn. Kết quả là, một số phe phái trong phong trào quân chủ ở Nga đã không ủng hộ con gái của cặp vợ chồng, Nữ đại công tước Maria Vladimirovna, là người thừa kế hợp pháp của triều đại Romanov.

## Vương quốc Anh
Khái niệm hôn nhân "quý tiện kết hôn" chưa bao giờ tồn tại rõ ràng ở bất kỳ vùng đất nào của Vương quốc Liên hiệp Anh và Bắc Ireland, và về mặt lịch sử, vương quyền của Anh đã hình thành thông qua các cuộc hôn nhân với thường dân cho đến cuối thế kỷ XVII. Chỉ có 2 trong số 6 cuộc hôn nhân mà Henry VIII của Anh được thực hiện để đảm bảo người thừa kế là với các cô dâu hoàng gia, và Elizabeth Woodville, Vương hậu của Edward IV của Anh, cũng là một thường dân.
Một mối liên hệ khác trong sự kế vị ở Anh liên quan đến hôn nhân với thường dân là giữa John xứ Gaunt và Katherine Swynford. Khi họ kết hôn sau khi đã chung sống được vài năm, tất cả những đứa trẻ được sinh ra trước đó đều được Đạo luật Nghị viện hợp pháp hóa. Vua Henry IV của Anh sau đó tuyên bố những hậu duệ này không thể thừa kế ngai vàng, nhưng không rõ liệu ông có quyền làm điều này hay không. Cuộc hôn nhân này rất quan trọng vì Vua Henry VII của Anh là hậu duệ của John xứ Gaunt và Katherine Swynford, nhưng Nghị viện vẫn tuyên bố rằng ông là vua nên một số vấn đề vẫn chưa được giải quyết.
Cuộc hôn nhân của Vương tử George lúc đó với tư cách là Thân vương xứ Wales với Maria Fitzherbert vào năm 1785, thường được coi là mang tính quý tiện kết hôn: trên thực tế, nó vi phạm pháp luật gấp đôi, vì nó vừa là một cuộc hôn nhân với một người Công giáo và vừa là một cuộc hôn nhân không được nhà vua chấp thuận.

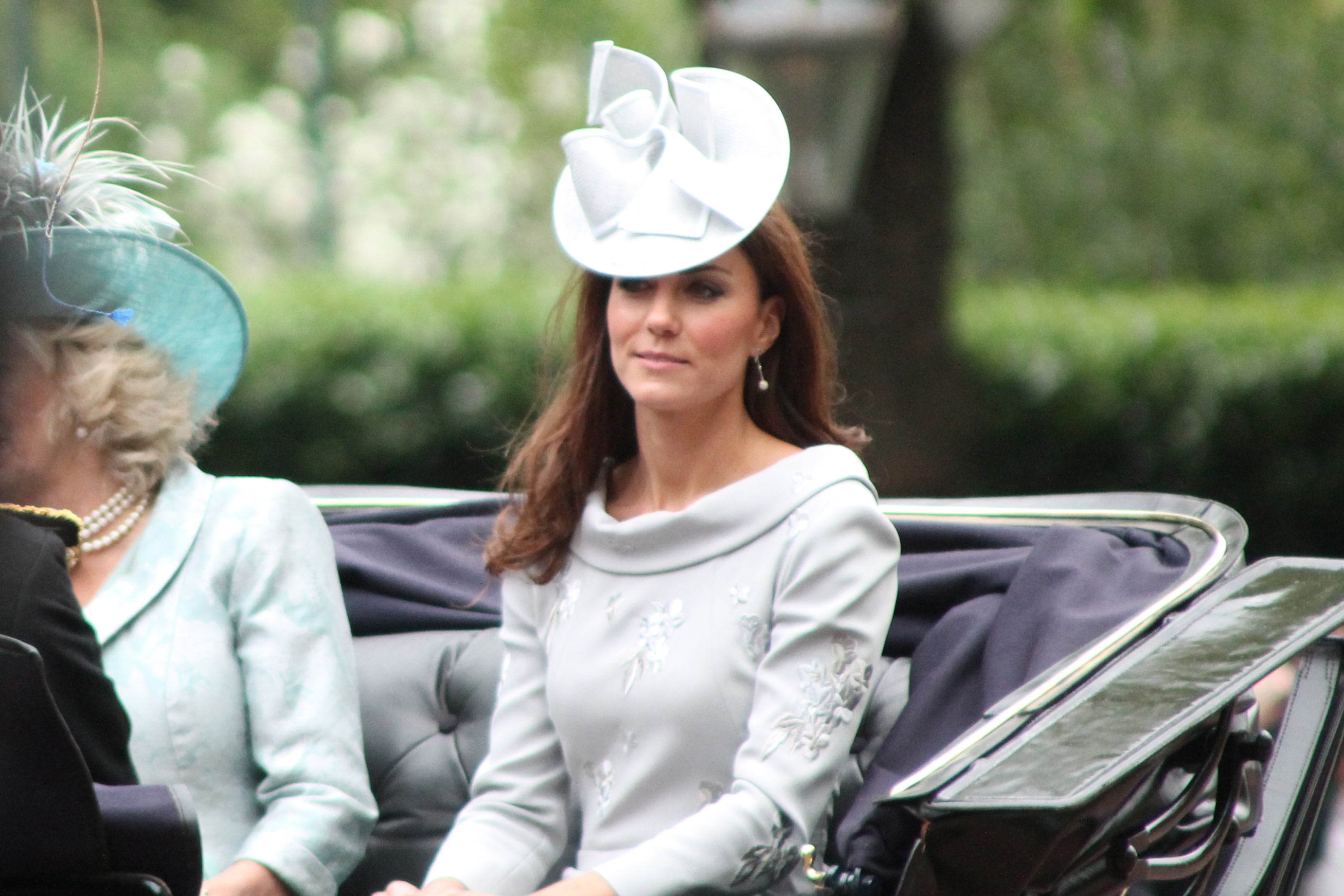
Catherine, Vương phi xứ Wales, vương hậu tương lai của Vương quốc Anh, vốn là một thường dân thuộc tầng lớp trung lưu

Giống như hầu hết các chế độ quân chủ ở châu Âu còn tồn tại trong thế kỷ XXI, các cuộc hôn nhân được chấp thuận trong hoàng gia Anh đều diễn ra với những thường dân không có tước hiệu và đã diễn ra trong nhiều thế hệ. Năm 1923, Vua George VI của Anh tương lai (lúc đó đứng thứ hai trên hàng kế vị ngai vàng với tư cách là Công tước xứ York), là vị vua tương lai đầu tiên của Vương quốc Anh kết hôn với một người không phải là Vương nữ hay Vương tử kể từ năm 1659 khi Vua James VII & II tương lai bỏ trốn cùng Anne Hyde. Vợ của các vương tử Anh có quyền sử dụng hình thức tước hiệu quý tộc của chồng họ theo thông luật Anh, trong khi vợ của các vương tử chia sẻ phong cách của chồng họ theo phong tục trừ khi Chủ quyền chính thức phản đối.
Ví dụ, Catherine Middleton, một thường dân, đã trở thành Công tước phu nhân xứ Cambridge sau cuộc hôn nhân của cô vào ngày 29 tháng 4 năm 2011 với Vương tử William, người được phong làm Công tước xứ Cambridge vào sáng hôm đó. Camilla Parker Bowles, vợ thứ hai của Charles, Thân vương xứ Wales, hợp pháp giữ tước hiệu "Thân vương phi xứ Wales" nhưng vào thời điểm lễ đính hôn được công bố, người ta tuyên bố rằng bà sẽ được biết đến với tước hiệu này. Người ta cho biết, "Công tước phu nhân xứ Cornwall" và, ở Scotland là Công tước phu nhân xứ Rothesay (bắt nguồn từ các tước hiệu khác mà chồng bà giữ là người thừa kế rõ ràng) nhằm tôn trọng cảm xúc của công chúng về người nắm giữ tước hiệu trước đây, người vợ đầu tiên của Thân vương là Lady Diana Spencer. Đồng thời tuyên bố rằng vào thời điểm đó, nếu chồng bà lên ngôi, bà sẽ được gọi là "Vương phi" chứ không phải "Vương hậu", mặc dù với tư cách là vợ của nhà vua, bà sẽ là Vương hậu hợp pháp. Tuy nhiên, trong thông điệp Ngày đăng cơ năm 2022, Nữ vương Elizabeth II của Anh nói rằng đó là "mong ước chân thành" của bà để Camilla được "được biết đến với tước hiệu Vương hậu",[41] và, khi Thân vương Charles lên ngôi với vương hiệu Charles III thì Camilla cũng đã nhận được tước hiệu Vương hậu Anh.

### Anh/Scotland
Có ý kiến cho rằng William, Thân vương xứ Oranje, được cho là đã có quyền lực mạnh mẽ đối với ngai vàng nước Anh chỉ xếp sau Vương tử James, Công tước xứ York dưới thời trị vì của Charles II của Anh. Trên thực tế, hai cô con gái từ cuộc hôn nhân đầu tiên của Công tước là Vương nữ Mary và Vương nữ Anne, được chính quyền Anh coi là có yêu sách mạnh mẽ hơn. Kỳ vọng của Thân vương William dựa trên thông lệ về hôn nhân quý tiện kết hôn, vì mẹ của cả hai Vương nữ, Anne Hyde, là một thường dân và là thị nữ của mẹ William, Vương nữ Mary. Chính nhờ mẹ của mình, em gái của Vua Charles II và Công tước xứ York, nên William đã tuyên bố ngai vàng, bởi vì, theo suy nghĩ của ông, con trai của một vương nữ có quyền lực cao hơn con gái của một thường dân. Để củng cố cho tuyên bố giành ngai vàng của mình, ông đã đồng ý kết hôn với người chị họ đầu tiên của mình, Vương nữ Mary. Khi Vua James II chạy trốn trong cuộc Cách mạng Vinh quang, Thân vương William từ chối nhận tước hiệu Vương tế (mà Felipe II của Tây Ban Nha đã được phong dưới thời Nữ vương Mary I vào những năm 1550) và khăng khăng muốn được phong là Vua theo đúng nghĩa của mình. Giải pháp thỏa hiệp liên quan đến việc đặt vương hiệu cho cả hai và cùng lên ngôi, đây điều hiếm khi xảy ra trong quá khứ (xem ví dụ: Vua Henry II và con trai ông là Vua Henry trẻ, người đồng thời cai trị nước Anh).

## Travancore và Cochin

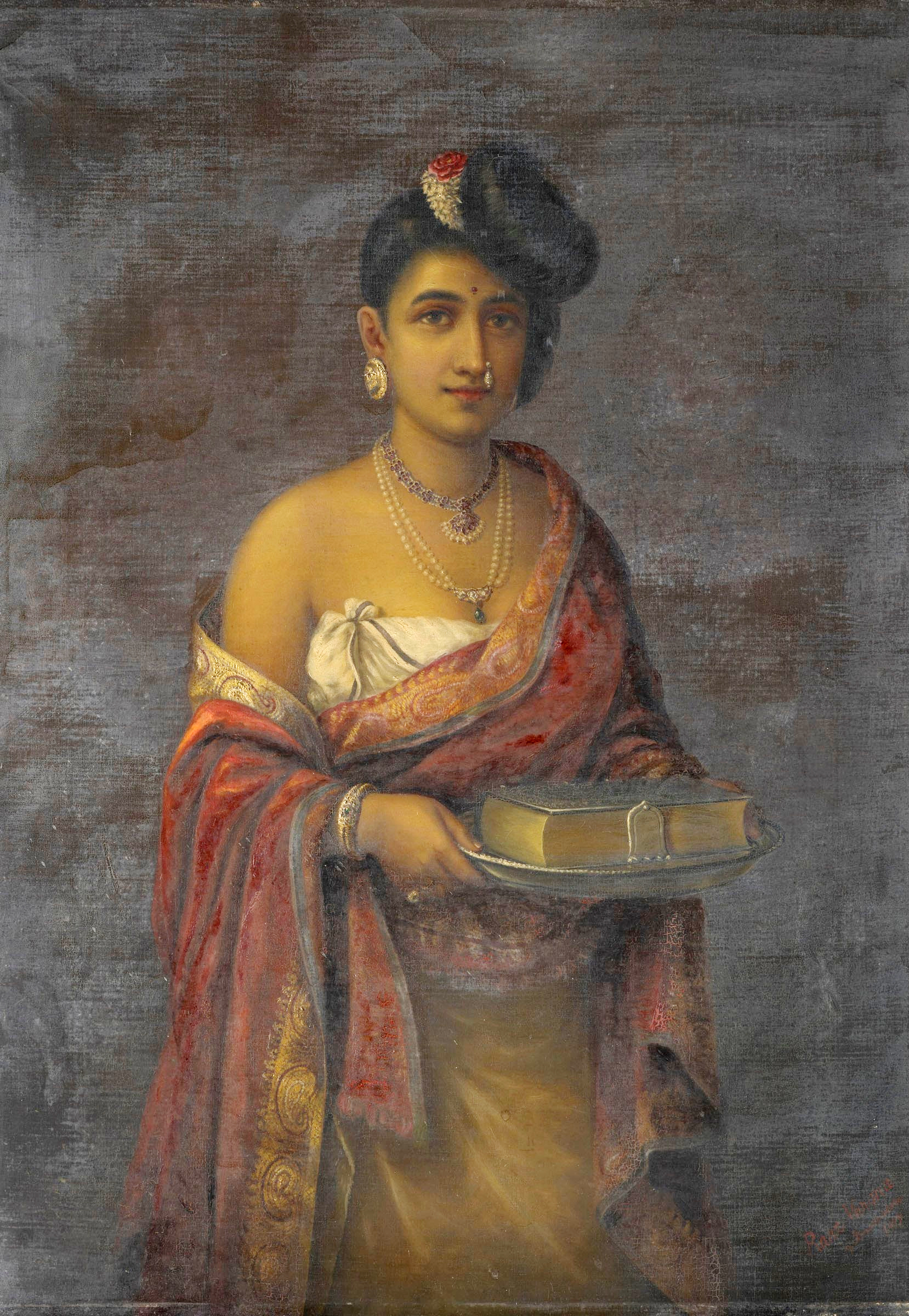
Maharani xứ Travancore - Tranh của Raja Ravi Varma (1848-1906)

Tại Phiên quốc Travancore, của Ấn Độ thuộc Anh, các thành viên nam của Vương thất Travancore, theo hệ thống thừa kế và gia đình mẫu hệ Marumakkathayam hiện có, chỉ được phép kết hôn với phụ nữ thuộc đẳng cấp Nair. Đây là những cuộc hôn nhân có tính quý tiện kết hôn được gọi là Sambandham, trong đó những đứa trẻ có đẳng cấp và mang họ của mẹ như truyền thống Marumakkathayam. Mặc dù không thể thừa kế ngai vàng nhưng họ đã nhận được tước vị quý tộc, Thampi (con trai của Maharajah) và Kochamma (con gái của Maharajah). Đây là những thành viên của Ammaveedu và tước vị của họ đảm bảo một lối sống thoải mái và mọi thứ xa hoa khác. Hậu duệ của những thành viên Ammaveedu này được gọi đơn giản là Thampi và Thankachi và họ không nhận được bất kỳ đặc quyền phân biệt nào khác.
Vương thất Cochin cũng tuân theo hệ thống của Marumakkatayam. Theo truyền thống, các thành viên nữ trong gia đình kết hôn với những người Bà-la-môn Namboodiri trong khi các thành viên nam kết hôn với những phụ nữ thuộc đẳng cấp Nair. Những người vợ của các thành viên nam này không nằm trong hoàng gia hoặc không nhận được bất kỳ tước hiệu hay quyền lực nào của hoàng gia theo hệ thống mẫu hệ mà thay vào đó họ nhận được tước hiệu Nethyar Amma. Vị trí của họ chấm dứt khi Maharaja qua đời. Những đứa trẻ sinh ra từ Neytharamma sẽ được biết đến bởi đẳng cấp của mẹ chúng và không có tước vị hoàng gia quan trọng nào. Hiện nay gia đình này chủ yếu kết hôn trong tầng lớp Kerala Kshatriya.

## Việt Nam
Ngoại trừ trường hợp của Nhà Trần, các triều đại khác của Việt Nam dường như không tuân theo thông luật quý tiện kết hôn, các vị quân chủ thường nạp con gái của các quan đại thần, công, hầu trong triều làm phi tần, ngoài ra còn có một số cung phi đến từ dân gian. Điển hình như trường hợp của bà Nguyên Phi Ỷ Lan, vợ của vua Lý Thánh Tông và mẹ ruột của vua Lý Nhân Tông, nhưng thường thì phi tần không xuất thân từ tầng lớp quý tộc, quan lại thì không thể được tôn lên làm hoàng hậu và hậu duệ của họ cũng hiếm khi trở thành vua, ngoại trừ trường hợp hoàng hậu chính thất không có con trai, và con trai của phi tần là hậu duệ nam duy nhất còn sống.
Khi thực hiện thay triều hoán vị, các triều đại mới thường hợp thức hoá dòng máu hoàng tộc bằng cách thực hiện hôn phối với công chúa của triều đại trước và để vỗ yên dân chúng thì vị vua thứ 2 của vương triều mới sẽ là một người sở hữu 2 dòng máu hoàng tộc, bất chấp vị vua mới đó có phải là con trưởng hay không. Điển hình như trường hợp của Vương thất Nhà Hồ, sau khi lên ngôi được 1 năm, Hồ Quý Ly đã xuống chiếu tuyên bố với thiên hạ sẽ nhường ngôi cho người con trái thứ 2 là Hồ Hán Thương và lên làm Thái thượng hoàng, trong khi đó con trưởng của ông là Hồ Nguyên Trừng nổi tiếng tài giỏi nhưng lại không được nhường ngôi. Điều này diễn ra là vì Vương tử Hồ Hán Thương là con của Hồ Quý Ly với công chúa Nhà Trần là Huy Ninh, vốn là con gái của vua Trần Minh Tông và em gái vua Trần Nghệ Tông, nên Hồ Hán Thương đáp ứng được tiêu chí thời đại, sở hữu một nửa dòng máu hoàng tộc của triều trước, trong khi đó Hồ Nguyên Trừng có mẹ là bà Nguyễn Thị, chỉ mà một thường dân. Bản thân Hồ Nguyên Trừng đã hiểu được điều này, nên hết lòng phù trợ vua em. Hình thái hôn phối này cũng đã diễn ra sau khi Nhà Trần cướp ngôi Nhà Lý, tất cả các vị vua của Nhà Trần đều là hậu duệ của Trần Thái Tông và Hiển Từ Thuận Thiên hoàng hậu - vốn là Trưởng công chúa, con gái của vua Lý Huệ Tông với tước hiệu thời Lý là Thuận Thiên công chúa..
Dưới vương triều Nhà Nguyễn, phong tục con cháu đại thần được đưa vào cung làm tì thiếp của vua vẫn còn được thực hiện nguyên bản như các triều trước. Điển hình như câu chuyện của quan đại thần Nguyễn Đình Hòe, dâng cháu gái là bà Nguyễn Đình Thị Bạch Liên (1905-1981) vào cung làm thiếp của vua Khải Định vào tháng giêng năm 1922 và bà này được tấn phong là Ngũ giai Điềm Tần. Trong sách Khải Định chính yếu có chép lời phê của vua lúc ấy:
— vua Khải Định, năm 1922

### Đại Việt dưới thời Nhà Trần

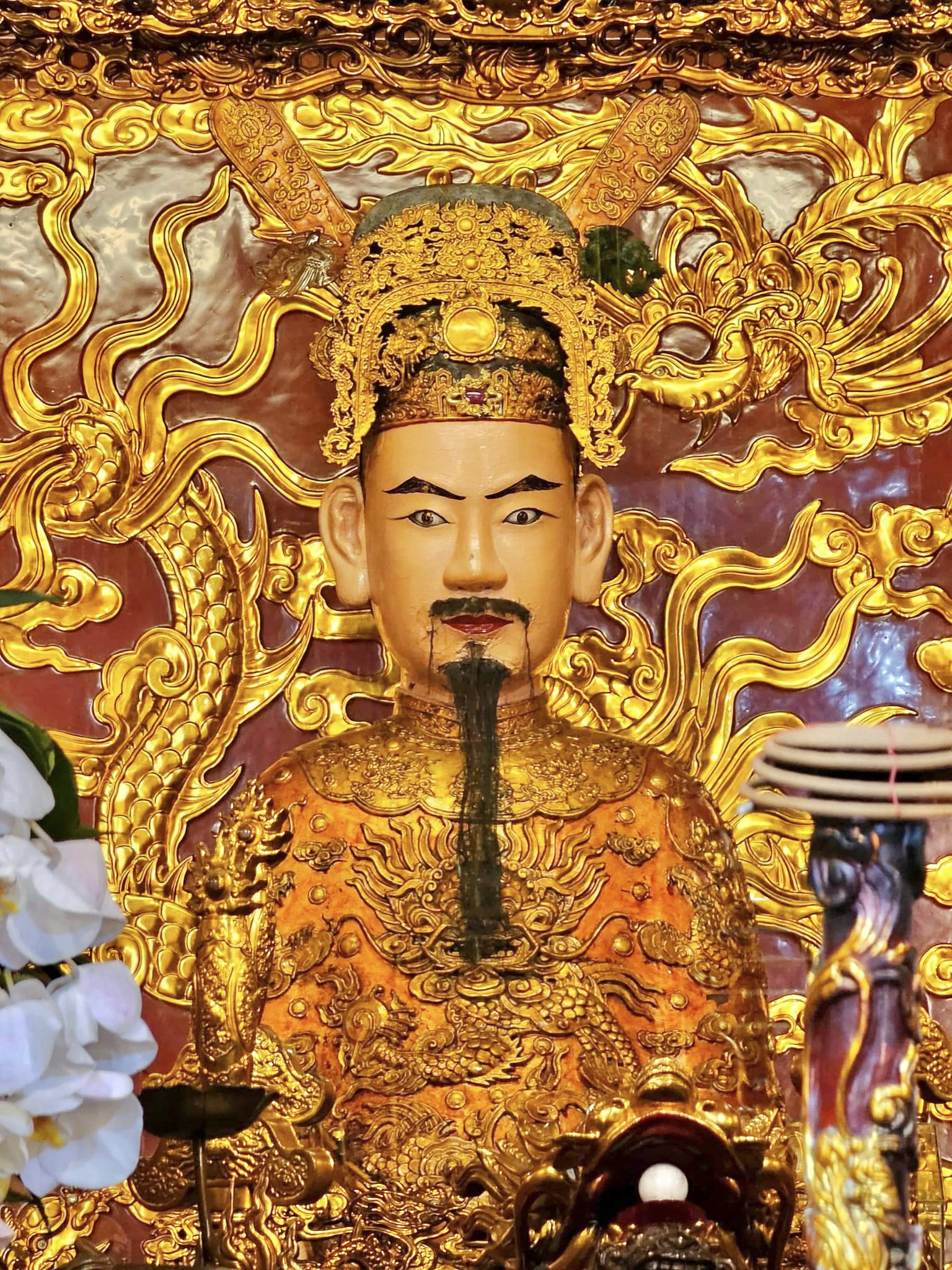
Hưng Đạo Đại vương Trần Quốc Tuấn, người đã có 2 cô con gái được lập làm hoàng hậu của vua Trần Nhân Tông và ông là ông ngoại của vua Trần Anh Tông

Chính sách hôn phối hoàng gia dưới triều đại Nhà Trần trong lịch sử Việt Nam rất khác biệt so với các vương triều khác, từ ban đầu chính sách hôn nhân khép kín trong gia tộc cai trị đã được thực hiện, nhiều nhà nghiên cứu tin rằng, nó đến từ tầm nhìn của Trần Thủ Độ, vì ông ấy đã nhìn thấy tai hoạ ngoại thích đã mang lại cho vương triều nhà Lý trước đó, khiến cho triều đình lung lay và dẫn đến mất ngai vàng. Hôn phối nội tộc giữa hoàng gia và các chi nhánh tông thất sẽ giúp bảo vệ quyền hành của vương triều, vì họ ngoại hay họ nội gì cũng là người họ Trần. Dưới thời Nhà Trần, riêng tông thất, nếu lấy người ngoại tộc thì được hiểu như hình thức quý tiện kết hôn, và người ngoại tộc chỉ có thể làm vợ lẻ, con cái của họ không được thừa kế ngai vàng. Tuy nhiên cũng có một số ngoại lệ, điển hình như trường hợp của Vương tử Trần Mạnh, mẹ của ông là Huy Tư Hoàng phi, con gái của Bảo Nghĩa vương Trần Bình Trọng, ông vốn họ Lê, dòng dõi của vua Lê Đại Hành, sau mới được ban họ Trần. Nhưng vì Trần Mạnh là người con trai duy nhất của vua Trần Anh Tông sống được đến tuổi trưởng thành nên mới cho lên kế vị ngai vàng. Trong lịch sử nhà Trần, Trần Mạnh là thái tử kế vị đầu tiên không phải do vợ chính của vua cha sinh ra, trong khi các vua Thái Tông, Thánh Tông và Nhân Tông đều là con của chính thất hoàng hậu.,
Đối với các Vương tử và Vương nữ, con cái trực hệ của người cai trị Nhà Trần sẽ phải thực hiện hôn phối với con gái và con trai của các "vương tước" mang họ Trần, họ thường có mối quan hệ chú bác đời đầu. Điển hình như Hưng Đạo Vương Trần Quốc Tuấn ông lấy công chúa Thiên Thành, là con gái ruột của chú ông là vua Trần Thái Tông, ở chiều ngược lại, hai cô con gái của Trần Hưng Đạo là Trần Thị Trinh và Trần Thị Tĩnh đều là hoàng hậu của vua Trần Nhân Tông, có nghĩa là, trong quan hệ họ hàng, 2 bà này là em gái họ của chồng mình. Theo tương truyền, vì chính sách hôn phối nội tộc của Nhà Trần quá gắt gao nên Trần Hưng Đạo phải chuyển người con gái út là Nguyệt Anh quận chúa thành con nuôi để có thể gả cho Phạm Ngũ Lão.
Trong suốt 175 năm trị vì, trải qua 12 đời vua, Vương thất Nhà Trần đã thực hiện khoảng 35 cuộc hôn phối nội tộc, các hoàng hậu đều là con gái họ Trần, riêng trường hợp của vị vua thứ 11 là Trần Thuận Tông thì ngược lại, ông ấy đã lập Hồ Thánh Ngâu, con gái của Hồ Quý Ly và Công chúa Huy Ninh làm hậu. Thánh Ngâu tuy được một công chúa họ Trần sinh ra, nhưng lại là ngoại tộc, vì mang họ Hồ. Đây chính là vết xe đổ được lập lại, tạo điều kiện cho Hồ Quý Ly cướp ngôi Nhà Trần vào năm 1400 để lập ra nhà nước Đại Ngu.

### Nhà Nguyễn
Ở Á châu với tục đa thê thì lệ này không hẳn như trên nhưng phân biệt rõ là vợ chính hay vợ lẽ. Con vợ chính được ưu tiên. Ngoài ra ở Việt Nam không có giới quý tộc vì tước hiệu dù khi được kế thừa cũng giảm một bậc mỗi thế hệ; nếu như một người được phong vương hiệu như thời nhà Trần thì sau sáu đời, con cháu lại hoàn là thường dân, vì bậc vương sẽ giáng xuống làm "công" (đời thứ 2), rồi "hầu" (đời thứ 3), "bá" (đời thứ tư), "tử" (đời thứ 5), "nam" (đời thứ sáu). Ngay cả các hoàng thân, ngoại trừ trực hệ làm vua, cũng không miễn lệ giáng tước.
Thời nhà Nguyễn lại bỏ hẳn lệ phong vương tước nên khi hoàng tộc lấy vợ gả chồng thì thường tuyển trong các vọng tộc công thần nhưng đa số không phải là quý tộc. Trường hợp vua Bảo Đại vào giữa thế kỷ 20 là một thí dụ khi triều đình Huế tuyển cung phi cho nhà vua. Bà Nguyễn Hữu Thị Lan là thường dân thuộc gia đình phú hộ nhưng được tuyển làm chính phi, sau tấn phong làm hoàng hậu Nam Phương. Vua Bảo Đại sau có những người vợ khác nhưng các con của bà Nam Phương được coi là dòng chính thống.

## Những vụ can thiệp để xoá bỏ quý tiện kết hôn

### Liên hôn Sachsen-Coburg-Gotha và Koháry

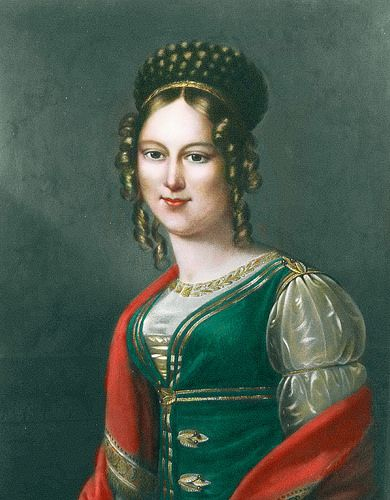
Thân vương nữ Maria Antonia von Kohary, nữ thừa kế của Nhà Kohary

Ngày 15 tháng 11 năm 1815, hai tuần trước khi diễn ra lễ thành hôn giữa Thân vương Ferdinand xứ Sachsen-Coburg và Gotha với nữ thừa kế duy nhất của Nhà Koháry là Bá nữ Mária Antónia, con gái của Bá tước Ferenc József, một trong 3 chủ đất giàu có nhất ở Hungary, Hoàng đế Áo Franz Joseph I đã nâng cha của Maria Antinia lên làm Thân vương, vì thế, cô dâu trở thành thân vương nữ và thoát khỏi địa vị quý tiện kết hôn. Cuộc hôn nhân của họ đã tạo ra dòng Sachsen-Coburg và Gotha-Koháry, và hậu duệ của họ đã hôn phối với các hoàng gia Bồ Đào Nha, Brasil, Áo... và nhiều vị vua châu Âu sau đó có xuất phát từ vương tộc này. Nếu Hoàng đế Franz Joseph của Áo không nâng gia đình Koháry lên hàng thân vương thì họ sẽ không thể nào được hôn phối ngang hàng với các vương tộc khác.

### Hợp thức hoá hậu duệ quý tiện kết hôn kế thừa ngai vàng Baden

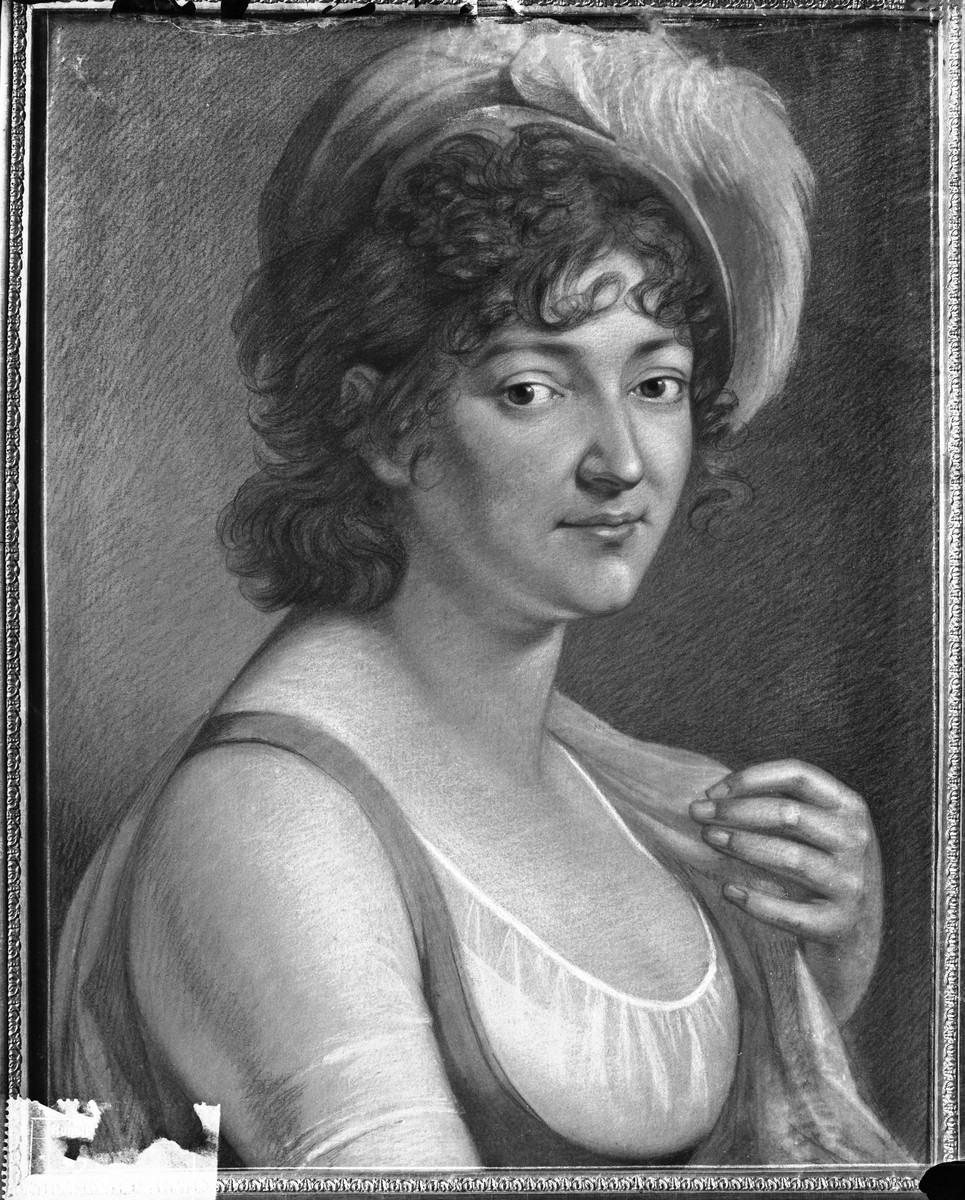
Luise Karoline, người vợ quý tiện kết hôn của Đại công tước Karl Friedrich xứ Baden

Karl Friedrich xứ Baden có 2 đời vợ, người vợ đầu tiên là Caroline Louise xứ Hessen-Darmstadt, con gái của Nhà cai trị Bá quốc Hessen-Darmstadt, nên đây là một cuộc hôn nhân môn đăng hộ đối. Họ có với nhau 5 người con, trong đó có 3 con trai sống đến tuổi trưởng thành. Năm 1783, Caroline Louis qua đời, ba năm sau, Karl kết hôn với Luise Karoline, con gái của một trung ta quân đội và mẹ cô là một Nữ bá tước, tuy nhiên, do cấp bậc quý tộc không ngang hàng nên đây được xem là cuộc hôn nhân quý tiện kết hôn.
Vì lo xa nên Karl đã âm thầm triệu tập 3 người con trai của mình với người vợ đầu để ký vào một thoả thuận đảm bảo quyền kế vị cho những người con trai của người vợ thứ 2, theo các sử liệu để lại, từ khi ông lấy người vợ thứ 2 cho đến lúc qua đời, ông và các con trai đã ký với nhau 3 thoả thuận đảm bảo quyền kế vị, trong đó, nhấn mạnh những người con trai của vợ thứ 2 có quyền thừa kế chỉ xếp sau hậu duệ của ngươi vợ đầu tiên. Ngoài ra, Karl còn thỉnh cầu hoàng đế Franz II của Thánh chế La Mã phong cho vợ ông làm Nữ bá tước xứ Hochberg (Bá tước hoàng gia).
Vì Karl với người vợ đầu có đến 3 người con trai sống đến tuổi trưởng thành, nên lúc đầu, không có ai nghĩ đến quyền kế vị của các con trai của người vợ thứ 2, cho đến năm 1817, các hậu duệ của Karl với người vợ đầu đã chết gần hết, chỉ còn lại 2 người, gồm có đương kim đại công tước Karl I và người chú không có con là Thân vương Ludwig I, hoàng gia Baden bắt đầu rơi vào khủng hoảng quyền kế vị. Chiếu theo luật Salic, nếu vương tộc cai trị Đại công quốc Baden tuyệt tự dòng nam thì ngai vàng sẽ thuộc về Maximilian I Joseph, vua của Vương quốc Bayern, vì ông này đã kết hôn với chị cả của Đại công tước Karl I là Karoline xứ Baden. Vì không muốn ngai vàng thuộc về người ngoại tộc nên Đại công tước Baden đã thay đổi hiến pháp, vận động hành lang với các đế quốc trong khu vực để hợp thức hoá quyền kế vị của dòng quý tiện kết hôn của ông nội.
Con trai cả của Karl và người vợ thứ 2 là Leopold, Bá tước xứ Hochberg, ông được phong làm Đại công tử xứ Baden và trở thành người kế vị, để nâng tầm quý của ông, Đại công tước Baden đã thu xếp để Leopold kết hôn với cháu gái của mình là Vương nữ Sofia Wilhelmina, con gái của cựu vương Gustav IV Adolf của Thụy Điển.
Cuối cùng, vào ngày 10 tháng 07 năm 1819, vài tháng sau khi Đại công tước Karl I qua đời, các cường quốc Áo, Pháp, Anh, Phổ, Nga đã tham gia với Bayern và Baden ký vào Hiệp ước Frankfurt, công nhận quyền kế vị của các hậu duệ quý tiện kết hôn của Karl Friedrich và Luise Karoline. Ngày 30 tháng 03 năm 1830, sau cái chết của Đại công tước Ludwig I, Leopold đã lên kế vị ngai vàng Đại công quốc Baden, và các hậu duệ của Leopold đã nắm giữ ngai vàng Baden cho đến khi chế độ quân chủ được bãi bỏ vào năm 1918.

### Liên hôn giữa Gia tộc Battenberg và Vương thất Tây Ban Nha
Victoria Eugenie của Battenberg là con gái của Thân vương tử Heinrich xứ Battenberg và Vương nữ Beatrice của Liên hiệp Anh, cha cô vốn là một hậu duệ của một cuộc hôn nhân không đăng đối đến từ Vương tộc Hessen-Darmstadt. Để Victoria Eugenie có địa vị môn đăng hộ đối khi cô kết hôn với Alfonso XIII của Tây Ban Nha, người bác đằng ngoại của cô là vua Edward VII của Anh đã nâng bậc kính xưng của Victoria Eugenie lên Royal Highness.

### Vương nữ Mathilde Bonaparte
Ngày 1 tháng 11 năm 1840, Mathilde Bonaparte, con gái út của Jérôme Bonaparte Cựu vương của Westphalia và Katharina của Württemberg kết hôn với một quý tộc Nga giàu có là Anatoly Nikolaievich Demidov, con của Bá tước Nikolai Nikitich Demidov, từng là đại sứ của Đế quốc Nga tại Pháp. Mathilde vốn là một vương nữ dù cô được xét ở nguồn gốc bên nội hay bên ngoại, nhưng bản thân Anatoly dù là một quý tộc, nhưng tước hiệu không tương đương, nên nếu hôn phối diễn ra thì đây là một cuộc hôn nhân quý tiện kết hôn và Mathilde sẽ mất tước vị vương thất của mình. Trước khi đám cưới chính thức diễn ra, Leopold II, Đại công tước xứ Toscana đã phong cho Anatoly tước hiệu Thân vương xứ San Donato để đảm bảo đây là một cuộc hôn nhân bình đẳng.